# NNNきょうの出来事
『NNNきょうの出来事』（NNNきょうのできごと）は、日本テレビ系列（NNN）で1954年（昭和29年）10月4日から2006年（平成18年）9月29日まで、52年間に渡って放送されていた最終版のニュース番組。略称は「きょう出来」、「出来事」。
2006年時点では開始日・放送回数ともに日本における民放テレビの最長寿番組であった。なお、土曜・日曜版は1958年4月5日から2006年9月24日まで放送された。

## 概要
日本初の民間放送テレビ局として開局してからまだ1年余りしか経っていなかった日本テレビで、一日のニュースを振り返る番組として1954年10月4日に放送開始された。当初は月曜日から金曜日で、1958年4月5日の土曜・日曜版スタート以降は月曜日から日曜日の放送となる。出演当時日本テレビのアナウンサーだった小林完吾や、女性アンカーパーソンの先駆けとなったジャーナリストの櫻井よしこなどがキャスターを務めたことでも知られる。
終了時点における本番組はNNN加盟30局がネットする唯一の番組となっており、佐賀県と沖縄県を除く45都道府県 で放送されていた。
スポンサーは月曜から金曜まで南海放送（1995年3月31日まで）・テレビ宮崎を除く28局はスポンサードネット（全国ニュースのみ）になっていた。1999年10月から2004年9月までの金曜日および1999年10月から2006年9月の終了までの週末は、オールスポット扱いとなっていたため、全ネット局にスポンサーがなかった。土曜・日曜は1999年9月まで一部地域（山梨放送・福井放送・四国放送・高知放送・テレビ宮崎など、日本テレビ系単独ネットになる以前の青森放送・秋田放送・山形放送・日本海テレビ・山口放送・南海放送など）でスポンサーが差し替えられていた。その一方で『NNN日曜夕刊』のスポンサーを差し替えていた北日本放送、クロスネットのテレビ大分、クロスネット時代のテレビ信州・鹿児島テレビでは日本テレビなどと同じスポンサーで放送していた。ただし鹿児島テレビ・鹿児島読売テレビは鹿児島県に店舗がなかったイオングループ（ジャスコグループ）に関してはスポンサーを差し替えていた。南海放送がスポンサーを差し替えていた理由は、スポンサーに愛媛県のお菓子「母恵夢」があったためである。週末は1999年10月までスポンサーが3社だったが、月曜日から金曜日（土曜日の場合は火曜日・木曜日）のスポンサーが含まれていた。
最終回の2006年9月29日放送分は放送時間を15分拡大した（後述）。

## 技術的な放送形式の変遷
日本テレビが最新メディアの導入に熱心であることもあり、この番組でのカラー放送、音声多重放送の2か国語放送の導入も早かった。
- カラー放送は、同社がカラーテレビの実験放送をしていた1959年4月11日に同番組がカラー放送となったことはあるが[2]、レギュラーでのカラー放送は、同社の自社制作によるニュース番組が全時間帯カラー放送化された1969年3月1日[3]から行われた。
- 2か国語放送は、同社が世界で初めて音声多重放送の実用化試験放送を始めた1978年9月28日から、同社の主要なニュース番組と共に実施され[1]、1993年5月31日まで続いた。翌6月1日以降は同社のニュース番組が全てモノラル放送となったことを受けて、再び同放送となった。
- 地上デジタル放送では、汐留の新社屋(通称・日本テレビタワー)に移転した2004年2月29日にデジタルハイビジョン放送が開始。最末期の半年間にあたる2006年4月から9月の終了までの月曜日から金曜日は、リアルタイム字幕放送を実施していた。

## 番組タイトルの変遷
| 期間      | 期間      | 月 - 金曜日                   | 土・日曜日                    |
| --------- | --------- | ----------------------------- | ----------------------------- |
| 1954.10.4 | 1958.4.4  | 東芝提供 今日の出来事         | （放送なし）                  |
| 1958.4.5  | 1966.3.31 | 東芝提供 今日の出来事         | 東芝提供 今日の出来事         |
| 1966.4.1  | 1980.3.30 | NNNきょうの出来事             | NNNきょうの出来事             |
| 1980.3.31 | 1982.4.4  | The Day NNNきょうの出来事     | NNNきょうの出来事             |
| 1982.4.5  | 1988.4.3  | The Day NNNきょうの出来事     | The Day NNNきょうの出来事     |
| 1988.4.4  | 1990.3.31 | NNNきょうの出来事 Sports&News | NNNきょうの出来事             |
| 1990.4.1  | 1994.4.1  | NNNきょうの出来事 Sports&News | NNNきょうの出来事 Sports&News |
| 1994.4.2  | 2002.3.31 | NNNきょうの出来事             | NNNきょうの出来事             |
| 2002.4.1  | 2004.4.4  | NNNきょうの出来事&SPORTS MAX  | NNNきょうの出来事             |
| 2004.4.5  | 2006.9.29 | NNNきょうの出来事             | NNNきょうの出来事             |

## 歴史
ここで記載されている放送時間は、月曜日から木曜日までのものを基準としている。

### 「東芝提供」時代（1954年10月 - 1966年3月）
開始当初は、21時台の10分間の番組であった。また、第1回の放送はその日の最後に放送された番組でもあった。なお、この当時は21時半前後をもって1日の放送を終了していた。番組開始からNNN発足前日の1966年3月31日までは東芝（当時の正式商号は東京芝浦電気）の一社提供番組として放送していた。
2006年9月29日放送の最終回では、日本テレビが所蔵する中でもっとも古い1961年、当時の映像が紹介された。オープニングは、はじめに東芝製のイメージオルシコンカメラが登場し、カメラの正面からレンズに向かってクローズアップすると、奥から国鉄の特急こだまが正面から頭上を走り抜けていく映像が円の中に光学合成で流れる。終わると引いてカメラを映す映像に戻り「東芝 提供（通称：傘マーク）」が大写しになって提供バックが躍り、被写体カメラが画面左を向いて横腹を見せつつ、平仮名でなく漢字で「今日の出来事」のバックが現れる、というものであった。

### NNN発足（1966年4月 - 1980年3月）
NNN発足を受けて、1966年4月にタイトルにNNNの冠を付けて再出発。4月18日(月)から23時台（23:00 - 23:10）に移行。NNN発足以降は、初期の一時期、三陽商会（クレジット名と提供読み・あらゆるコートのトップメーカー サンヨーレインコート）やヤシカ（クレジット名・ヤシカカメラ（現在は京セラに吸収合併されて消滅）、提供読みは「エレクトロカメラのパイオニア ヤシカカメラ」）などが単独提供した時期があったが、のちに最終回まで、複数社提供番組であった。
1974年から小林完吾（当時日本テレビアナウンサー）がキャスターに着任。「あ、さて」ではじまる節回しや低音ボイスで知られるようになる。1979年からキャスターに久保晴生が加わり、小林・久保両名のシフト制になる。
○○アナウンサーのテロップがあった『NNN朝のニュース』『NNN昼のニュース』『NNNニューススポット』『スポーツニュース』とは違い、曜日を問わず、キャスターは敬称略で放送していた。
NNN発足後は、次番組が『11PM』（スタート当時は同番組への内包形式）であったため、新聞のテレビ欄の夜11時台には、『きょうの出来事』と1行書いてあるだけだったが、後に分離された。
NNN発足後の数年間は『きょうの出来事NNN』のタイトルで放送。
オープニング
- 夜の高速道路にライトをつけた車が次々と現れ、それをバックにして（きょうの出来事 -NNN-）というテロップが現れるものであった。
- 『NNNニュースのテーマ』導入後から1980年3月までは、『お昼のニュース』、『ジャストニュース』などと共に、NNNニュース共通のオープニングに変更された。スキャニメイトを活用したものであり、前期は宇宙から見た地球が背景になっており、地球儀展開図が横に波打った後にNNNのロゴが地球の外周をまとう様に廻り集中線のようになると、番組タイトルがうねるように回転し現れる。番組タイトルが再びうねるように退場し、提供アナウンスの終盤に整然と並んだ緑色の小さなNNNのロゴが形成され、また地球の部分には大きなNNNのロゴが白抜きで切り抜かれる。後期はNNNの小さな文字が波打つ青いバックに白い番組タイトルが現れ、提供アナウンスの後にNNNの小さな文字が整然と並ぶと、大きなNNNのロゴが現れるというものであった。

### 『The Day』時代（1980年4月 - 1988年3月）
サブタイトル付きの『The Day NNNきょうの出来事』（ザ・デイ - ）となる（土曜日・日曜日は1982年3月まで1980年3月以前のオープニングやフォーマットを使用。提供スポンサーのみ月-金曜と同じく四角の枠で囲っていた）。この頃は23:00から20分間の番組であったが、1985年4月改編で月曜日から木曜日は30分に拡大、金曜日は『TVムック・謎学の旅』開始のため、23:30からの15分番組となった。これ以降、後番組の『NEWS ZERO』を含め金曜日の放送は月曜日 - 木曜日とは別編成となる。
1980年4月より「1980年代は女性の時代」という触れ込みのもとで、月曜日から金曜日は女性キャスターが起用された。それまでニュースにおける女性キャスター・アナウンサーの役割は専ら「ヒマネタ（季節の話題など平和なトピックス）」を伝えるものだったが、きょうの出来事ではこの慣例を破り、男女同じ立ち位置でニュースを伝える方針を採った。放送開始初日にも「NNNにアンカーパースン登場!」と新聞広告が打たれる気合いの入れようだった。初代女性キャスターに抜擢されたのは片倉もとこ（アラブ問題評論家）と馬場恭子（所沢市立所沢中学校教師）の2人。しかし、片倉は体調不良を理由にわずか1か月で降板し、アナウンサーの小坂美保子に交代する。馬場もたどたどしい喋りで視聴者受けが悪く、9月いっぱいで降板して、アナウンサーの青尾幸に交代した。これにより、初代女性キャスターは10月までに全員降板してしまった。
一方、外国人記者クラブの席上で面識のあったスタッフにスカウトされ、片倉の事実上の後釜として1980年7月に加入した櫻井良子は、1996年3月まで16年近くキャスターを務め、自身の看板作ともなった。久保が担当から外れ、小林・櫻井コンビに固定してからは地味ながら徐々に根強い支持を集めるようになる。
オープニング映像はCGを使用していたものの、エンディング映像はブルーバックで提供クレジットとタイトルが出ているだけだった。オープニング映像は1985年3月まで月曜日 - 金曜日が10秒、土曜日・日曜日が15秒だったが、1985年4月から15秒に統一された。
1983年4月から1年間、月曜日から水曜日の男性メインキャスターは、小林に代わり高雄孝昭（当時日本テレビアナウンサー）が担当していた（高雄がスポーツ実況などで不在の場合は舛方勝宏などが担当していた）。これは小林が平日夕方の『NNN JUST NEWS』へ異動し1年間担当したことによるものである。同じころ『NNN JUST NEWS』を担当していた國弘正雄が舛方勝宏の後任で木曜日・金曜日のキャスターとなり、1984年4月に小林が当番組に復帰した後も含め、のべ2年間担当した。
この時代、ローカル枠の前に、海外ニュースを電報風に紹介するコーナーや、比較的軟らかめのニュースをフラッシュ形式で伝える「THE DAY フラッシュ」というコーナーがあった時期もあった。よみうりテレビはこれらのコーナーから飛び降りることもあった。
1980年4月からエンディングで「あすの天気」を放送していた。地点が書かれていない日本地図に例として「はれ／くもり」などとテロップを出していた。土曜日・日曜日は『スポーツニュース』内で放送されていた。1985年4月の30分拡大後、月曜日から木曜日はCGを利用し、ネット局所在地と沖縄の天気分布を出していた（したがって鳥取はあっても松江はなかった）。1990年3月まではテレビ金沢開局前のため金沢はなかった。なおこの天気予報は直前のローカルニュース枠以降差し替え可能枠であったので放送しなかった地域もある。同時期より金曜日・土曜日・日曜日の『スポーツニュース』のエンディングでもCGを利用し、天気予報を伝えていた（きょう出来月～木よりは簡素）。
スポンサーは1980年3月まで全曜日とも3社、1980年4月から1985年3月まで月曜日から金曜日が5社、1985年4月から1988年3月まで月曜日から木曜日が7社、1988年4月から月曜日から木曜日が9社、1985年4月から金曜日が5社、土曜日・日曜日は1999年9月までの長期間3社となっていた。

### 『Sports&News』時代（1988年4月 - 1994年3月）
1988年4月から男性メインキャスターは、1988年4月1日まで夕方の『NNNライブオンネットワーク』キャスター・報道局外報部テヘラン駐在記者（イラン・イラク戦争担当）・ニューヨーク支局特派員を歴任した真山勇一に変わり（真山はこれ以前にも当番組「特派員レポート」でアメリカのNNNニューヨーク支局から出演していた）、同時に『スポーツニュース』を内包（当初は月曜日 - 木曜日と短縮の金曜日、1990年4月1日からは土曜日・日曜日にも拡大）。それに伴い放送時間を55分と大幅延長（金曜日は25分、土曜日・日曜日は30分）して、『NNNきょうの出来事 Sports&News』（ - スポーツ・アンド・ニュース）と改題。1990年3月まで新聞のテレビ欄は『きょうの出来事スポーツ&ニュース』『出来事・スポーツ＆[N]』となっていた。リニューアルの2年半前、1985年10月7日に民放の最終版ニュースとしては初めて10時台に放送を開始したテレビ朝日の『ニュースステーション』から始まった「夜のニュース戦争」の影響とも言える。
月曜日から木曜日のスポーツキャスターには、開始当初の『独占!!スポーツ情報』、1988年3月まで土曜日・日曜日の『スポーツニュース』、月曜日の『NNN朝のニュース』などを担当していた松永二三男（当時日本テレビアナウンサー）が加わった。スポーツニュースの内容を拡充、プロ野球全試合詳細速報や各種スポーツニュース、特に日本テレビ系列が力を入れるスポーツイベントの特集企画も行えるようになった。
1990年3月31日まで金曜日・土曜日・日曜日のニュースは舛方勝宏（不在時は芦沢俊美(当時日本テレビアナウンサー)）・青尾幸、スポーツは多昌博志（当時日本テレビアナウンサー）が担当（多昌は1990年4月以降も続投）。
1989年からは22時台の番組終了後にキャスターが主要項目を生放送で伝える5秒間のクロスプログラムが開始された（月曜日と木曜日は読売テレビのマスターを経由して送出。クロスプログラムは現在の『news zero』でも継続）。
月曜日から木曜日を担当していた真山は1990年3月29日に降板。降板後は『午後は○○おもいッきりテレビ』のニュースコーナー『情報特急便』の担当などに代わった。
1990年4月1日(日)にテレビ金沢（石川県）が開局。最大の30局ネットとなった。この日から大幅にリニューアル。土曜日・日曜日は『スポーツニュース』を吸収し、『NNNきょうの出来事 Sports&News』としては全日放送となった。金曜日・土曜日・日曜日のニュースは1988年4月1日まで月曜日から金曜日の夕方の『NNNライブオンネットワーク』でメインキャスターを務めていた井田由美（日本テレビアナウンサー）を起用。1990年4月1日以降、全曜日とも女性キャスターがメインとなった。
1990年4月2日以降の月曜日から木曜日は、櫻井が単独でメインキャスターを担当することになった。1989年4月からフジテレビの最終版ニュースのメインキャスターに木村太郎が登用されたことや、10月からTBSで『筑紫哲也ニュース23』がスタートされたこともあり、どちらかというとジャーナリズムに突出した内容に変わっていった。櫻井一人で立ってニュースを伝えていたが、1991年10月に座ってニュースを伝えるスタイルに戻った。なお、スタジオセットは放送時間拡大前の1987年10月から1992年9月まで他時間帯のニュース番組との共用セットだったが、1992年10月からは専用スタジオセットに移り、テロップデザインもリニューアルした。
1990年4月から新聞のテレビ欄の表記は『桜井良子の[N]出来事』（朝日新聞・日刊スポーツ・地方紙は『きょうの出来事』）『きょうの出来事』（金曜日・土曜日・日曜日）へと変わった。タイトルロゴの「Sports & News」の表記は1990年10月のタイトルロゴのデザイン変更時に削除された。白岩裕之（当時日本テレビアナウンサー）、1991年10月からは保坂昌宏（当時日本テレビアナウンサー）が櫻井のパートナー役として加入した。天気予報担当の片平夏貴（フリーアナウンサー）に。1993年4月に、藪本雅子（当時日本テレビアナウンサー）が加入。
この時期のスクープ報道として、1988年9月19日の午後11時34分に昭和天皇の容体急変の第一報を伝える。主治医であった高木顕侍医長が皇居に向かった事を報じた。これはたまたま夜回り取材として侍医長の自宅に向かった記者が皇居方面に向かう侍医長の車とすれ違ったことに起因する。一報の約3時間半後、宮内庁が昭和天皇の吐血を伝えた。
Sports&News時代の月曜 - 木曜版最後の放送となった1994年3月31日は、日本テレビ系列とフジテレビ系列のクロスネット局であった鹿児島テレビがNNNのニュースをネットする最後の放送でもあった。その当日、櫻井がその趣旨をアナウンスしていた。その翌日の4月1日に鹿児島読売テレビが開局し、当番組のネットを継承した。

### スポーツニュース分離（1994年4月 - 2002年3月）
1994年4月、大幅にリニューアル。22:55（10月から22:54）からのフライングスタートとし、スポーツコーナーを切り離して月曜日から金曜日は『11PM』『EXテレビ』と続いたワイドショー枠と統合させた『どんまい!!スポーツ&ワイド』、土曜日・日曜日は『スポーツうるぐす』とそれぞれ独立番組とし、月曜日から木曜日は22:55から23:25までニュースのみ伝える30分枠の『NNNきょうの出来事』（金曜日は1995年4月7日まで23:00、1995年4月14日から23:30の25分枠、土曜日・日曜日は23:30の15分枠）として再スタート。メインキャスターは引き続き櫻井が務め、パートナー役の保坂・藪本が、天気予報担当も藪本が就任し、キャスター3人体制となった。このリニューアル後、櫻井・保坂・藪本は金曜日も担当、土曜日・日曜日は井田由美が担当した。放送時間が短くなったため、重大ニュースや大災害が発生した際は時間拡大での特別編を随時編成した。
1996年3月、長年にわたりこの番組の顔だった櫻井が勇退し、4月より、土曜日・日曜日（1994年4月1日までは金曜日も）のメインを担当していた井田を月曜日から金曜日のキャスターに起用。1996年4月から土曜日・日曜日は鷹西美佳（当時日本テレビアナウンサー）へと変わった。藪本が1998年6月に報道局へ異動したことにより一時空席となっていたが、10月に豊田順子（日本テレビアナウンサー）が後任に就任した。
特に1995年には、阪神・淡路大震災や地下鉄サリン事件をはじめとするオウム真理教関連のニュースなどで放映時間を拡大することが多く、オウム事件に関してはかなり重点的に特集を組むなどし、また1996年には薬害エイズ事件関連の報道については3月に勇退した櫻井が時折コメンテーターとして出演し、特集を組むことも多かった。この時期が最大の絶頂期だったといえる。
当初は冒頭部分からストレートニュース方式だったが、フライングスタートを活かし、1995年からは冒頭はテーマ音楽にあわせてその日のニュースを短く伝える「フラッシュニュース」方式にした。その上で改めてニュースを幾つか詳報し、特集、フラッシュニュースを伝えてローカルニュースへ繋いだ。ネットスポンサーの提供クレジットは前提供は日本テレビから表示していたが、後提供はこのローカルニュースの冒頭で各ネット局個別で表示していた。この時代のオープニングとテーマ音楽「file」（後藤次利作曲）及びBGM は、2002年4月の番組リニューアルまで一貫して使われた。ネットCMに関しては月曜日 - 木曜日分は3分に縮小された。この時期からは天気予報は月曜日から木曜日は各局差し替えで30秒、金曜日のみ一部地域は1分間全国の天気を伝えた後、後半30秒は各局差し替えとなっていた。
天気予報については、1994年以前は全国の天気のみで差し替え枠も無かったが、1994年以降からは全国の天気とローカル天気に変更されている。また、関東ローカルの天気予報では、一時期、関東一円の立体画像（東は茨城から西は静岡まで、富士山や稜線などもリアルに描かれた予報画面）が使用されていた事があった（ただし、静岡の予報は表示されていない）。
この番組のリニューアルと共に櫻井が櫻井良子から櫻井よしこに改名（後述）。これに伴い、新聞ラ・テ欄の表記は櫻井が勇退するまで『桜井よしこの[N]出来事』 となった。また、井田がメインキャスターとなってからは『井田由美の[N]出来事』と表記されるようになったが、番組表にGコードが記載されるようになり、文字のスペースが限られてからは、新聞ラ・テ欄の表記はキャスター名を冠さない『[N]出来事』となった。

### 『出来事&MAX』時代（2002年4月 - 2004年4月）
『きょうの出来事』が好調であった為、日本テレビはスポーツニュースとバラエティー番組の底上げを期待する編成を行い、『きょう出来』もリニューアルや放送時間の変更を繰り返した。
2002年4月より、月曜日から金曜日については『SPORTS MAX』を番組の後半に挿入し、タイトルを『NNNきょうの出来事&SPORTS MAX』（ - スポーツ・マックス）と改める。これにより『きょうの出来事』は『SPORTS MAX』を挿んだ3部構成となり、第1部がニュースとローカルニュース・天気予報、第2部がスポーツ、第3部がフラッシュニュースと全国の天気となった。ニュースティッカーを導入し、画面上部に常時スクロール表示していた（2003年9月まで、SPORTS MAXでは表示なし）。
2002年10月、フジテレビの23時台バラエティー番組に対抗するため『夜は別バラ22:54』を編成。これに伴い30分繰り下がり23:24スタートになった。同時に2部構成を廃止し、事実上スポーツコーナーを切り離している。
2003年4月から9月までの間の月曜日 - 木曜日には、『NNNきょうの出来事&SPORTS MAX INDEX』（ - インデックス）という、きょうの番組内容を紹介するミニ番組が本編開始前に放送されていた。番組内容としてこの後の「出来事」のニュースと「MAX」のスポーツ情報を少し放送するものであった。これはサブキャスターである菅谷大介が、曜日毎の女性アナウンサー（それぞれ佐藤良子、山本舞衣子、杉上佐智枝、小野寺麻衣（当時）が担当。ただし、これらの4人は番組本編に登場しない）とともに担当。これにより本編は23:29スタートとなる。
2003年9月26日に8年間にわたり月曜日から金曜日のメインを務めた井田が勇退。その後、9月29日から月曜日から金曜日のキャスターを一新したほか、ニュースティッカーの廃止やスタジオセットや映像デザインを入れ替えた。リニューアル後の月曜日から金曜日の放送はメインに小栗泉を起用、イラク戦争の際に日本テレビ向けにリポートを送り活躍したジャパンプレスの記者山本美香をフィールドキャスター（番組専属リポーター）として起用したが、山本はわずか半年で降板している。また、この時期から汐留新社屋・日テレタワーのスタジオを使用するようになった（ただし、2004年2月29日の日テレタワーのカットオーバーまでは日テレタワーのスタジオで撮影した映像を麹町の社屋に送り、そこでテロップを付けるなどしていた）。

### スポーツニュース再分離（2004年4月 - 2006年9月）
2004年4月に、『SPORTS MAX』（後の『スポんちゅ』）を分離、再びニュースオンリー番組となった。また『夜は別バラ』の放送時間と入れ替えて再び22:54から（金曜日はこれまで通り23:30から）となった。
2006年4月より、月曜日から木曜日までの放送では著名人をコメンテーターに迎えて放送する形となった。又、放送終了後に小栗とコメンテーターがきょうのニュースについて語る『トークの泉』もスタートした（『トークの泉』はホームページにて無料で動画配信された）。
なお、ネットCMは2004年4月からは隔日交代制となり、当初から9月までは1分30秒だったが、10月には2分、2006年4月には2分30秒へとそれぞれ拡大された（後番組も『きょうの出来事』に相当する時間帯は開始から数年間2分30秒、現在は番組全体を通じ前後半入れ替えで合計3分30秒に拡大）。また、末期の放送時間は、週末は24時台（翌日午前0時台）の放送で、月曜日から金曜日も番組編成によっては放送時間が翌0時を過ぎることがあったため、『きのうの出来事』と揶揄されることもあった。

### 最終回
2006年9月29日（土曜日・日曜日版は9月24日深夜まで）、日本テレビの、そして民放テレビの最長寿番組として続いたニュース番組『NNNきょうの出来事』は52年の歴史に幕を閉じることとなった。最終回は23:45 - 翌0:29までの44分間の拡大版となり、後半の約15分ほどを番組の52年間の歴史を報道面から振り返る特集に充てた。
前半は、その日のニュースを通常通りに報じ、ローカルニュース（1分）を挟んで後半15分程は「伝えられたこと・伝えられなかったこと」をテーマにして、過去にキャスターを担当した櫻井、井田、番組に携わったプロデューサー、また薬害エイズ事件や地下鉄サリン事件の被害者らがVTRにて登場した、番組の思い出などを語る特集を組んだ。

特集で、井田は「私はキャスターがコメントするキャスターコメントは行わず、むしろストレートにニュースを伝えるという考えでニュースを伝えていました」と語った。一方、櫻井よしこのコメントもあった。VTRでは「女性キャスターの先駆けとなる存在」と言っていた。一方でプロデューサーは「報道とはニュースを正確に報じたうえで、どう考えるかの選択肢を視聴者に提供すること」と振り返った。全体的に、52年の歴史を振り返りながら、報道番組の正しい姿勢を伝えるような構成であった。VTRが明けた後、小栗が
とコメントし、最後に引き継ぎという形で『NEWS ZERO』新キャスターに就任する村尾信尚を紹介し、村尾が
と新番組への抱負をコメント。そして最後の天気予報（1分）の後、番組最後のメインキャスターとなった小栗がお別れの挨拶で、最終回のトップニュースであった所信表明演説を行った内閣総理大臣（第1期）の安倍晋三が本番組の放送年数と同い年であることに触れた後、最後に
と挨拶して番組は終了、52年の歴史の幕を閉じた。
こうした事情から、ニュース・天気予報をローカル出しにしている局では、ふだん隣接しているローカルニュースと天気予報枠が、15分の間をおいて、分裂する形となった。
土曜日・日曜日版は月曜日から金曜日よりひと足早く9月24日深夜で終了。最後の天気予報の後、鷹西美佳（当時日本テレビアナウンサー）が「土・日曜の『きょうの出来事』を私がお伝えするのも、今夜が最後になりました。ありがとうございました」とお別れの挨拶をした。しかし、この挨拶の部分は、ローカルニュース枠に差し替えられていた地域もあるため、放送されなかった地域も存在した。
月曜日から金曜日の後座番組だったスポーツニュース番組『スポんちゅ』も本番組と9月29日に終了し、10月2日からは2番組を統合した後継番組となる『NEWS ZERO』（2018年9月終了→2018年10月タイトル改題と一部以外の出演者変更で再始動）と、その代替番組である『NNNニュース&スポーツ』がスタートした。

## 出演者の変遷

### メインキャスター
| 期間      | 期間      | 男性                   | 男性                   | 男性                   | 男性                   | 男性         | 男性         | 女性       | 女性       | 女性       | 女性       | 女性         |
| 期間      | 期間      | 月・火曜日             | 水曜日                 | 木曜日                 | 金曜日                 | 土曜日       | 日曜日       | 月・火曜日 | 水曜日     | 木曜日     | 金曜日     | 土・日曜日   |
| --------- | --------- | ---------------------- | ---------------------- | ---------------------- | ---------------------- | ------------ | ------------ | ---------- | ---------- | ---------- | ---------- | ------------ |
| 1954.10.4 | 1958.3.30 | （不明）               | （不明）               | （不明）               | （不明）               | （放送なし） | （放送なし） | （不明）   | （不明）   | （不明）   | （不明）   | （放送なし） |
| 1958.3.31 | 1974.3.31 | （不明）               | （不明）               | （不明）               | （不明）               | （不明）     | （不明）     | （不明）   | （不明）   | （不明）   | （不明）   | （不明）     |
| 1974.4.1  | 1979.4.1  | 小林完吾1              | 小林完吾1              | 小林完吾1              | 小林完吾1              | シフト勤務5  | シフト勤務5  | （不在）   | （不在）   | （不在）   | （不在）   | （不在）     |
| 1979.4.2  | 1980.3.31 | 小林完吾1・4 久保晴生4 | 小林完吾1・4 久保晴生4 | 小林完吾1・4 久保晴生4 | 小林完吾1・4 久保晴生4 | シフト勤務5  | シフト勤務5  | （不在）   | （不在）   | （不在）   | （不在）   | （不在）     |
| 1980.4.1  | 1980.4.30 | 久保晴生               | 小林完吾               | 小林完吾               | 小林完吾               | シフト勤務5  | シフト勤務5  | 片倉もとこ | 馬場恭子   | 馬場恭子   | 馬場恭子   | （不在）     |
| 1980.5.1  | 1980.6.29 | 久保晴生               | 小林完吾               | 小林完吾               | 小林完吾               | シフト勤務5  | シフト勤務5  | 小坂美保子 | 馬場恭子   | 馬場恭子   | 馬場恭子   | （不在）     |
| 1980.6.30 | 1980.7.13 | 久保晴生               | 久保晴生               | 小林完吾               | 小林完吾               | シフト勤務5  | シフト勤務5  | 小坂美保子 | 小坂美保子 | 馬場恭子   | 馬場恭子   | （不在）     |
| 1980.7.14 | 1980.9.28 | 久保晴生               | 久保晴生               | 小林完吾               | 小林完吾               | シフト勤務5  | シフト勤務5  | 櫻井良子   | 櫻井良子   | 馬場恭子   | 馬場恭子   | （不在）     |
| 1980.9.29 | 1981.3.29 | 久保晴生               | 久保晴生               | 小林完吾               | 小林完吾               | シフト勤務5  | シフト勤務5  | 櫻井良子   | 櫻井良子   | 青尾幸     | 青尾幸     | （不在）     |
| 1981.3.30 | 1983.4.3  | 小林完吾1              | 小林完吾1              | 舛方勝宏1              | 舛方勝宏1              | シフト勤務5  | シフト勤務5  | 櫻井良子   | 櫻井良子   | 青尾幸     | 青尾幸     | （不在）     |
| 1983.4.4  | 1984.4.1  | 高雄孝昭1              | 高雄孝昭1              | 國弘正雄               | 國弘正雄               | 國弘正雄     | 舛方勝宏     | 櫻井良子   | 櫻井良子   | 青尾幸     | 青尾幸     | （不在）     |
| 1984.4.2  | 1985.3.31 | 小林完吾1              | 小林完吾1              | 國弘正雄               | 國弘正雄               | 國弘正雄     | 舛方勝宏     | 櫻井良子   | 櫻井良子   | 青尾幸     | 青尾幸     | （不在）     |
| 1985.4.1  | 1985.9.29 | 小林完吾1              | 小林完吾1              | 小林完吾1              | 舛方勝宏               | 舛方勝宏     | 舛方勝宏     | 櫻井良子   | 櫻井良子   | 青尾幸     | 青尾幸     | （不在）     |
| 1985.9.30 | 1988.4.3  | 小林完吾1              | 小林完吾1              | 小林完吾1              | 芦沢俊美1              | 芦沢俊美1    | 芦沢俊美1    | 櫻井良子   | 櫻井良子   | 青尾幸     | 青尾幸     | （不在）     |
| 1988.4.4  | 1990.3.31 | 真山勇一               | 真山勇一               | 真山勇一               | 舛方勝宏2              | 舛方勝宏2    | 舛方勝宏2    | 櫻井良子   | 櫻井良子   | 櫻井良子   | 青尾幸     | 青尾幸       |
| 1990.4.1  | 1994.4.3  | （不在）               | （不在）               | （不在）               | （不在）               | （不在）     | （不在）     | 櫻井良子   | 櫻井良子   | 櫻井良子   | 井田由美   | 井田由美     |
| 1994.4.4  | 1996.3.3  | （不在）               | （不在）               | （不在）               | （不在）               | （不在）     | （不在）     | 櫻井よしこ | 櫻井よしこ | 櫻井よしこ | 櫻井よしこ | 井田由美     |
| 1996.4.1  | 2003.9.28 | （不在）               | （不在）               | （不在）               | （不在）               | （不在）     | （不在）     | 井田由美   | 井田由美   | 井田由美   | 井田由美   | 鷹西美佳1・3 |
| 2003.9.29 | 2006.9.29 | （不在）               | （不在）               | （不在）               | （不在）               | （不在）     | （不在）     | 小栗泉     | 小栗泉     | 小栗泉     | 小栗泉     | 鷹西美佳1・3 |

- 1 ｢NNNニューススポット｣を兼務（詳細不明）。
- 2 1988年4月から1990年3月まで、舛方の代わりに芦沢が担当することが頻繁にあった。1988年7月頃から10月頃はソウルオリンピック実況のため、舛方は長期間離れていた。芦沢は『NNNニュースプラス1』（土曜日）『NNN日曜夕刊』と兼務。兼務時期は『NNN昼のニュース』の担当から離れていた。
- 3 曜日・時期により、同日夕方のニュースを兼務（詳細は各番組のページを参照）。
- 4 日替わりシフト制（詳細不明）。
- 5 久保・舛方・高雄などが担当
- 1980年は片倉・馬場の起用 - 降板により頻繁に担当者・担当曜日が変更された。当時の読売新聞縮刷版のテレビ欄から判明した範囲で記したものの、実際の担当状況については不明な点も多い。
- 小林は、1983年度に夕方の『NNN JUST NEWS』を担当したため一時降板。
- 久保・舛方は、レギュラー以外にも週末のシフト勤務や小林・高雄の代理も担当した。
- 片倉・馬場・櫻井以外は、出演当時の者を含めて全員日本テレビ所属。國弘は日本テレビ社員ではないものの、同局解説委員待遇の専属契約を結んで出演していた。國弘はレギュラーキャスター降板後も1988年まで海外リポートのコーナーを不定期に担当していた。
- 櫻井は「良子」が「りょうこ」と読み間違えられることや、NHKアナウンサーの桜井洋子（さくらい ようこ）と混同されることなどから、1994年4月に平仮名表記の「よしこ」に改めた。
- 真山は降板後、『NNNニュースプラス1』を担当していた時期（1992年 - 2002年）にも夏休みのピンチヒッターとして何度か担当したこともあった。また、主にどちらも週末中心であったが井田が降板後の2004年ごろ、スポーツアナである芦沢や舛方が実況で不在の時には小林が復活として担当に入ったことがあった。
- 芦沢が箱根駅伝実況の為、1988年1月1日(金)は小林が青尾と担当した。（週末に関しては不明）。
- 1989年1月7日（土）と1月8日（日）は昭和天皇崩御による特別編成で真山・櫻井が担当した。
- 1990年4月1日（日）よりリニューアルしている。本来は月曜日からになるが、テレビ金沢開局の日に合わせている（『NNN日曜夕刊』も同様）。

### サブキャスター・スポーツキャスター・お天気キャスター
| 期間      | 期間      | サブキャスター （月 - 金） | サブキャスター （月 - 金） | サブキャスター （月 - 金） | スポーツキャスター  | スポーツキャスター | スポーツキャスター | お天気キャスター        | お天気キャスター  |
| 期間      | 期間      | 男性                       | 男性                       | 女性                       | スポーツキャスター  | スポーツキャスター | スポーツキャスター | お天気キャスター        | お天気キャスター  |
| 期間      | 期間      | 月 - 木曜日                | 金曜日                     | 女性                       | 月 - 木曜日         | 金曜日             | 土・日曜日         | 月 - 木曜日             | 金曜日            |
| --------- | --------- | -------------------------- | -------------------------- | -------------------------- | ------------------- | ------------------ | ------------------ | ----------------------- | ----------------- |
| 1954.10.4 | 1958.3.30 | （不在）                   | （不在）                   | （不在）                   | （不在）            | （不在）           | （放送なし）       | （不明）                | （不明）          |
| 1958.3.31 | 1985.3.31 | （不在）                   | （不在）                   | （不在）                   | （不在）            | （不在）           | （不在）           | （不明）                | （不明）          |
| 1985.4.1  | 1988.4.3  | （不在）                   | （不在）                   | （不在）                   | （不在）            | （不在）           | （不在）           | 中野明子1 きゃんひとみ1 | （不明）          |
| 1988.4.4  | 1990.3.31 | （不在）                   | （不在）                   | （不在）                   | 松永二三男2         | 多昌博志           | （不在）           | 片平きみよ 川井奈緒美   | （不明）          |
| 1990.4.1  | 1991.3.31 | 白岩裕之                   | 白岩裕之                   | （不在）                   | 松永二三男 雲野右子 | 多昌博志           | 多昌博志           | 片平夏貴                | （不明）          |
| 1991.4.1  | 1991.9.29 | 保坂昌宏                   | （不在）                   | （不在）                   | 松永二三男 雲野右子 | 多昌博志           | 多昌博志           | 片平夏貴                | （不明）          |
| 1991.9.30 | 1993.4.4  | 保坂昌宏                   | （不在）                   | （不在）                   | 松永二三男 雲野右子 | 村山喜彦           | 村山喜彦           | 片平夏貴                | （不明）          |
| 1993.4.5  | 1994.4.1  | 保坂昌宏                   | （不在）                   | （不在）                   | 鈴木健 雲野右子     | 河村亮             | 河村亮             | 片平夏貴 籔本雅子       | （不明）          |
| 1994.4.4  | 1995.4.2  | 保坂昌宏                   | 保坂昌宏                   | 笛吹雅子                   | （廃止）            | （廃止）           | （廃止）           | 片平夏貴 籔本雅子       | 片平夏貴 籔本雅子 |
| 1995.4.3  | 1996.3.31 | 保坂昌宏                   | 保坂昌宏                   | 片平夏貴                   | （廃止）            | （廃止）           | （廃止）           | （女性サブ兼任）        | （女性サブ兼任）  |
| 1996.4.1  | 1998.3.29 | 保坂昌宏                   | 保坂昌宏                   | 藪本雅子                   | （廃止）            | （廃止）           | （廃止）           | （女性サブ兼任）        | （女性サブ兼任）  |
| 1998.3.30 | 1998.5.31 | 長谷川憲司                 | 長谷川憲司                 | 藪本雅子                   | （廃止）            | （廃止）           | （廃止）           | （女性サブ兼任）        | （女性サブ兼任）  |
| 1998.6.1  | 1998.9.27 | 長谷川憲司                 | 長谷川憲司                 | （不在）3                  | （廃止）            | （廃止）           | （廃止）           | （女性サブ兼任）        | （女性サブ兼任）  |
| 1998.9.28 | 2001.9.30 | 長谷川憲司                 | 長谷川憲司                 | 豊田順子                   | （廃止）            | （廃止）           | （廃止）           | （女性サブ兼任）        | （女性サブ兼任）  |
| 2001.10.1 | 2003.9.28 | 菅谷大介                   | 菅谷大介                   | 豊田順子                   | （廃止）            | （廃止）           | （廃止）           | 梅田陽子                | 梅田陽子          |
| 2003.9.29 | 2006.9.29 | 寺島淳司                   | 寺島淳司                   | 佐藤良子                   | （廃止）            | （廃止）           | （廃止）           | （女性サブ兼任）        | （女性サブ兼任）  |

- 1 隔週交代で担当。
- 2 休暇、スポーツ中継実況（ソウルオリンピックなど）で不在の場合は今井伊佐男などが担当。
- 3 藪本の人事異動に伴う。
- きゃん・雲野・片平・梅田以外は、出演当時の者を含めて全員日本テレビアナウンサー。
- 片平は途中で「きみよ」から「夏貴」にマイクネームを改名。
- 週末のスポーツ担当者は、シフト勤務だった『NNN昼のニュース』の担当に入ることが多かった。
- サブキャスターの2人制は、曜日ごとの分担はなく、基本的には2人同時に出演。藪本（長谷川の着任以降）・豊田は男性よりも先にクレジットされた。

### フィールドキャスター
- 2003年9月29日 - 2004年3月26日：山本美香（ジャパンプレス記者、月曜日から金曜日）

### 出演者不在時の対応
メインキャスター（月曜日から金曜日）
- 1994年4月 - 1998年9月：櫻井の代役を井田由美、井田の代役を鷹西美佳が務めた。ただし、1997年2月に井田の代役を鷹西ではなく当時同局の夕方ニュースを担当していた真山勇一が担当した事がある。
- 1998年10月 - 2003年9月：代役を立てず、サブキャスター2人で進行した。
- 2003年10月 - 2006年9月：当時同局の夕方ニュースを担当していた笛吹雅子が代役を務めた。

サブキャスター
- 保坂は担当中に喉を痛めて途中降板（アナウンス部からも異動）。代役は平川健太郎、長谷川憲司らがシフト制で務めた。
- 1994年4月 - 1998年9月：男性が取材等で不在の場合は平川健太郎が代役を務めた。女性の代役は不在。
- 1998年10月 - 2003年9月：片方（主に男性）が取材等で不在のときは代役を立てず、もう片方（主に女性）のみの出演だった。
- 2003年10月 - 2006年9月：男性が取材等で不在の場合はラルフ鈴木、田中毅が代役を務めた。

お天気キャスター
- 30分枠拡大時に気象コーナーを新設。きゃんひとみ、片平夏貴が一週間おきに担当。
- 1998年6月 - 2001年9月：メインキャスターの井田が兼務。

## 放送時間
- すべて日本時間で記す。
- ●はスポーツコーナーを、○は『スポーツMAX』をそれぞれ内包。

| 期間      | 期間      | 月曜 - 木曜                | 金曜                      | 土曜                     | 日曜                     |
| --------- | --------- | -------------------------- | ------------------------- | ------------------------ | ------------------------ |
| 1954.10.4 | 1958.3.30 | （不明）                   | （不明）                  | （放送なし）             | （放送なし）             |
| 1958.3.31 | 1961.4.2  | （不明）                   | （不明）                  | （不明）                 | （不明）                 |
| 1961.4.3  | 1962.9.30 | 21:00 - 21:10（10分）      | 21:00 - 21:10（10分）     | 21:00 - 21:10（10分）    | 21:00 - 21:10（10分）    |
| 1962.10.1 | 1963.9.29 | 21:30 - 21:40（10分）      | 21:30 - 21:40（10分）     | 21:30 - 21:40（10分）    | 21:30 - 21:40（10分）    |
| 1963.9.30 | 1966.9.25 | 22:00 - 22:10（10分）      | 22:00 - 22:10（10分）     | 22:30 - 22:40 （10分）   | 22:00 - 22:10 （10分）   |
| 1966.9.26 | 1967.10.1 | 22:00 - 22:10（10分）      | 22:00 - 22:10（10分）     | 23:00 - 23:10（10分）    | 23:00 - 23:10（10分）    |
| 1967.10.2 | 1968.3.31 | 23:00 - 23:10（10分）      | 23:00 - 23:10（10分）     | 23:00 - 23:10（10分）    | 23:00 - 23:10（10分）    |
| 1968.4.1  | 1976.4.4  | 23:00 - 23:10（10分）      | 23:00 - 23:10（10分）     | 23:30 - 23:40（10分）    | 23:30 - 23:40（10分）    |
| 1976.4.5  | 1980.3.30 | 23:00 - 23:15（15分）      | 23:00 - 23:15（15分）     | 23:30 - 23:40（10分）    | 23:30 - 23:40（10分）    |
| 1980.3.31 | 1985.4.4  | 23:00 - 23:20（20分）      | 23:00 - 23:20（20分）     | 23:30 - 23:40（10分）    | 23:30 - 23:40（10分）    |
| 1985.4.5  | 1988.4.3  | 23:00 - 23:30 （30分）     | 23:30 - 23:45 （15分）1   | 23:30 - 23:40（10分）    | 23:30 - 23:40（10分）    |
| 1988.4.4  | 1990.3.31 | ●23:00 - 23:55 （55分）2   | ●23:30 - 23:55 （25分）2  | 23:30 - 23:40（10分）    | 23:30 - 23:40（10分）    |
| 1990.4.1  | 1990.9.30 | ●23:00 - 23:55 （55分）2   | ●23:30 - 23:55 （25分）2  | ●23:30 - 翌0:00（30分）2 | ●23:30 - 翌0:00（30分）2 |
| 1990.10.1 | 1994.3.27 | ●23:00 - 23:55 （55分）2   | ●23:00 - 23:25 （25分）3  | ●23:30 - 翌0:00（30分）2 | ●23:30 - 翌0:00（30分）2 |
| 1994.3.28 | 1994.4.3  | ●23:00 - 23:55 （55分）2   | ●23:00 - 23:25 （25分）3  | 23:30 - 23:45（15分）5   | 23:30 - 23:45（15分）5   |
| 1994.4.4  | 1994.10.2 | 22:55 - 23:25 （30分）4    | 23:00 - 23:25 （25分）4   | 23:30 - 23:45（15分）5   | 23:30 - 23:45（15分）5   |
| 1994.10.3 | 1995.4.9  | 22:54 - 23:25 （31分）     | 23:00 - 23:25 （25分）4   | 23:30 - 23:45（15分）5   | 23:30 - 23:45（15分）5   |
| 1995.4.10 | 2000.10.1 | 22:54 - 23:25 （31分）     | 23:30 - 23:55 （25分）6   | 23:30 - 23:45（15分）5   | 23:30 - 23:45（15分）5   |
| 2000.10.2 | 2001.4.1  | 22:54 - 23:25 （31分）     | 23:30 - 23:55 （25分）6   | 23:55 - 翌0:10 （15分）7 | 23:30 - 23:45 （15分）   |
| 2001.4.2  | 2002.3.31 | 22:54 - 23:25 （31分）     | 23:30 - 23:55 （25分）6   | 翌0:35 - 0:50 （15分）8  | 翌0:10 - 0:25 （15分）8  |
| 2002.4.1  | 2002.9.29 | ○22:54 - 23:55 （61分）9   | ○23:30 - 翌0:25 （55分）9 | 翌0:35 - 0:50 （15分）8  | 翌0:10 - 0:25 （15分）8  |
| 2002.9.30 | 2003.3.30 | ○23:24 - 翌0:20 （56分）10 | ○23:30 - 翌0:20 （50分）  | 翌0:35 - 0:50 （15分）8  | 翌0:10 - 0:25 （15分）8  |
| 2003.3.31 | 2003.9.28 | 23:24 - 翌0:28 （64分）11  | 23:30 - 翌0:28 （58分）   | 翌0:35 - 0:50 （15分）8  | 翌0:10 - 0:25 （15分）8  |
| 2003.9.29 | 2004.4.4  | 23:24 - 翌0:23 （59分）    | 23:30 - 翌0:28 （58分）   | 翌0:35 - 0:50 （15分）8  | 翌0:10 - 0:25 （15分）8  |
| 2004.4.5  | 2006.9.29 | 22:54 - 23:25 （31分）12   | 23:30 - 23:59 （29分）12  | 翌0:35 - 0:50 （15分）8  | 翌0:10 - 0:25 （15分）8  |

- 1 『TVムック』放送開始のため。
- 2 『NNNスポーツニュース』との統合のため。
- 3 『TVムック・謎学の旅』との放送枠入れ替えのため。
- 4 『どんまい!! スポーツ&ワイド』放送開始のため。
- 5 『スポーツうるぐす』放送開始のため。
- 6 『FAN』放送開始のため。
- 7 『ナイナイサイズ!』放送開始のため。
- 8 『スポーツうるぐす』との放送枠入れ替えのため。
- 9 『スポーツMAX』とのコンプレックス枠化のため。
- 10 『夜は別バラ22:54』枠新設のため。
- 11 2003年9月まで本編は23:29スタート。
- 12 『スポーツMAX』分割、月曜日 - 木曜日はさらに『夜は別バラ』との放送枠入れ替えのため。
- 『11PM』、『EXテレビ』の23時台スタートを維持するために、金曜日のみ放送時間が短い時期があった。
- 末期はスポーツニュース、情報番組、バラエティ番組とのコンプレックス枠の頻繁なリニューアルに翻弄された。

## テーマ曲
- 『NNNニュースのテーマ』（開始時期不明：月曜日から金曜日は1980年3月28日、土曜・日曜は1982年4月4日）
作曲：黛敏郎。
- ブレッド&バター『トゥナイト愛して』（月曜日から金曜日は1980年3月31日、土曜・日曜は1982年4月10日 - 1988年4月3日）
作曲：三枝成彰、作詞：大津あきら、編曲：野呂一生・松任谷正隆、演奏：カシオペア
月曜から金曜まで、本編オープニングでインストゥルメンタルが、本編エンディングでは歌唱バージョンが使われた。
- 曲名無し・作曲：三枝成彰、演奏：ベースは鳴瀬喜博（1988年4月4日 - 1990年3月31日）
1989年10月頃から月曜から木曜まで、ヘッドラインのBGMはTHE SQUAREの「CHANGE YOUR MIND」のイントロ部を使用。
- 市川倫子歌唱のオリジナルテーマ（1990年4月1日 - 1991年9月29日）
作曲：小川よしあき
1990年9月30日まではスタジオや夜景をバックにしたオープニング。「き」のロゴを大きくしていた。
1990年10月1日からは放送開始の23:00を指すオープニング。タイトルロゴも変更し「Sports&News」の文字は削除された。
- 倉橋ルイ子「いつかどこかで」（1991年9月30日 - 1994年4月3日）
- 『file』（1994年4月4日 - 2002年3月31日）
作曲：後藤次利。後藤のソロアルバム『do not disturb』に収録されているが、オープニング映像からスタジオに切り替わった後のメロディは削除されている。
- 梁邦彦作曲によるオリジナルテーマ（2002年4月1日 - 2003年9月28日）
- 小山田圭吾（コーネリアス）作曲によるオリジナルテーマ（2003年9月29日 - 2004年10月3日）
- 梅堀淳作曲によるオリジナルテーマ（2004年10月4日 - 2006年9月29日）

## シリーズ企画
- でき心（毎週金曜日のコーナーだったが、2005年11月をもって終了）
- でき物（不定期の企画）
- 新ニッポン見聞録（月2回のコーナー）
- 安全再生（不定期の企画）
- さんかめ（2005年11月よりスタート。毎週金曜日）

『きょうの出来事』で放送された特集、シリーズ企画は日テレNEWS24の『ウォッチ・ザ・にっぽん列島』の再放送（日テレNEWS24番組表では『ふるさと&特集!』）でも放送されていた。

## 緊急時・特別編成時の対応
緊急時
放送時間を10分から20分延長して対応。以降の番組は繰り下げとなる。なお、クロスネット局（福井放送・テレビ大分・テレビ宮崎）への配慮からか放送時間を繰り上げることはあまりない。月曜日から金曜日の場合、22時台を「NNN報道特別番組」として放送し、通常通り本番組を放送するパターンが多かった。
年末年始
月曜日から金曜日は例年12月27日頃まで通常のメンバーで放送。ただし月曜日から金曜日は12月20日ごろから放送時間が10分程度短縮となる。月曜日から金曜日の後を受けた『NEWS ZERO』→『news zero』も年末は12月27日頃で年内の放送を終える体制を取り、その後約1週間の休止期間中は『NNNニュース&スポーツ』が代わりに放送されている。
以降、0:00または1:00に10分から15分の枠で放送、または『NNNニュース』が代わりに放送される。12月31日（大晦日）と正月三が日は休止となるが、1990年代初頭までは、大晦日と正月三が日も放送され、特に全民放で『ゆく年くる年』が放送されていた1988年までは、大晦日および正月三が日も短縮版であったが通常版と同じ出演者で放送されていた（23:30 - 23:45）。『ゆく年くる年』終了後も1990年代初頭までは、番組内挿入ではなく独立番組として放送されていた。1990年代中頃から12月31日は年越し番組放送のため、夜のニュースの放送は休止となるが、2000年頃まではゴールデン・プライム帯の大型特番内で振替のニュースが5分間程度挿入されていた（月曜日から金曜日と重なる場合はシフト勤務のアナウンサー、週末と重なる場合は鷹西がそれぞれ担当し、テロップ類は本番組に準じたものを使用）。
『24時間テレビ 「愛は地球を救う」』放送時（土曜日）
かつては『24時間テレビ』放映中の土曜日も通常通り放送し、キャスターはオリジナルチャリTシャツを着て出演していたが、末期は土曜日の放送は休止し、代わりに『NNNニュース』が25:00に5分程度放送された。
その他（オリンピック開催時など）
放送時間短縮、または放送休止（代替として『NNNニュース』の放送）で対応。2006年2月のトリノオリンピック開催時からは、スポーツ枠を合体させた『NNNニュース&スポーツ』が30分（週末は15分）の枠で代わりに放送されるようになった。番組末期、『NNNニュース』は寺島淳司または佐藤良子のどちらかが担当（土曜・日曜は鷹西美佳）、スポーツは『スポんちゅ』のキャスター（週末は『スポーツうるぐす』の鈴江奈々）が担当した。
クロスネット局など
1983年頃からプロ野球中継の放送時間を最大30分拡大して放送するサービスも行われていたが、1990年代まで多数あったクロスネット局などのテレビ局では編成の都合で20:54の定時で終了せざるを得ない地域、あるいは曜日により巨人戦中継自体を実施しなかった地域があり、延長が生じた場合は同時ネット局でニュース本編が始まるまでの時間調整として「巨人戦ハイライト」を放送した（原則として当日の実況中継素材をそのまま使用。なお1988年度から1993年度は当番組内でスポーツニュースコーナーがあり、そこでも巨人戦を中心に扱っていたが、こちらはキャスターの解説を入れていた）。一時期は当時の「今日の出来事」のタイトルを一旦出し、ローカルCM数本を挟んでから「巨人戦ハイライト」を送っていた事例もある。また年度によっては「巨人戦ハイライト」ではなく、まずクロスネットなどの局向けに裏送りの生放送を行い、その素材を録画収録した撮って出しで同時ネット局に放送した場合もあった（緊急を要する事態が発生した場合は同時ネットであっても、全編、ないしは一部を生放送で差し替えた場合もある）。
また、曜日によりプロ野球中継の有無にかかわらず編成上の都合で30分遅れネット（例：土曜22:00から『土曜ワイド劇場』をネットしていた青森放送（1979年4月7日から1991年9月28日まで）・秋田放送・山形放送、『ゴールデン洋画劇場』をネットしていた鹿児島テレビ、土曜23:00から『暴れん坊将軍』をネットしていた北日本放送（1988年3月26日まで）、土曜23:00から『ナショナル劇場』（『水戸黄門』など）をネットしていた四国放送 など）とする局も存在し、これらの局はプロ野球中継延長対応局において中継が最大30分延長されると逆に当番組が同時ネットとなることもあった。

## ネット局
| 放送対象地域  | 放送局                                                   | 現在の系列                                   | 備考 |
| ------------- | -------------------------------------------------------- | -------------------------------------------- | --- |
| 関東広域圏    | 日本テレビ（NTV）                                        | 日本テレビ系列                               | 基幹・制作局 当初は自社鉄塔からの送信の為、北関東地区の中継局設置まで放送地域は南関東周辺のみだった。 日本テレビ系列の無い沖縄県の取材は日本テレビ那覇支局が担当していた。 |
| 北海道        | 札幌テレビ（STV）                                        | 日本テレビ系列                               | 1959年4月1日開局から 1972年3月31日まではフジテレビ系列とのクロスネット局だった（FNN非加盟）。 |
| 青森県        | 青森放送（RAB）                                          | 日本テレビ系列                               | 1959年10月1日テレビ放送開始から 1975年3月31日から1991年9月30日まではテレビ朝日系列とのクロスネット局だった。 |
| 岩手県        | テレビ岩手（TVI）                                        | 日本テレビ系列                               | 1969年12月1日開局から 1980年3月31日まではテレビ朝日系列とのクロスネット局だった。 |
| 宮城県        | 仙台放送（OX）                                           | フジテレビ系列                               | 1962年10月1日開局から1970年9月30日まで |
| 宮城県        | ミヤギテレビ（MMT）                                      | 日本テレビ系列                               | 1970年10月1日開局から 1975年9月30日まではテレビ朝日系列とのクロスネット局だった。 |
| 秋田県        | 秋田放送（ABS）                                          | 日本テレビ系列                               | 1960年4月1日テレビ放送開始から |
| 山形県        | 山形放送（YBC）                                          | 日本テレビ系列                               | 1960年4月1日テレビ放送開始から 1980年4月1日から1993年3月31日まではテレビ朝日系列とのクロスネット局だった。 |
| 福島県        | 福島中央テレビ（FCT）                                    | 日本テレビ系列                               | 1972年4月1日から 1971年10月1日改編での福島テレビとのネット交換後も、半年間は暫定措置として『FNNニュース最終版』を放送していた（後述）。 1981年9月30日まではテレビ朝日系列とのクロスネット局だった。 |
| 山梨県        | 山梨放送（YBS）                                          | 日本テレビ系列                               | 1959年12月20日テレビ放送開始から |
| 新潟県        | 新潟総合テレビ（NST） （現：NST新潟総合テレビ〈NST〉）   | フジテレビ系列                               | 1968年12月9日（サービス放送期）から1981年3月31日まで |
| 新潟県        | テレビ新潟（TeNY）                                       | 日本テレビ系列                               | 1981年4月1日開局から |
| 長野県        | テレビ信州（TSB）                                        | 日本テレビ系列                               | 1980年10月1日開局から 1991年3月31日まではテレビ朝日系列とのクロスネット局だった。 |
| 静岡県        | 静岡けんみんテレビ（SKT） （現：静岡朝日テレビ〈SATV〉） | テレビ朝日系列                               | 1978年7月1日開局から1979年6月30日まで |
| 静岡県        | 静岡第一テレビ（SDT）                                    | 日本テレビ系列                               | 1979年7月1日開局から |
| 富山県        | 北日本放送（KNB）                                        | 日本テレビ系列                               | 1959年4月1日テレビ放送開始から 1983年3月までは『KNBきょうの出来事 NNN』のタイトルで放送。 1980年4月以降のテーマ曲は1983年3月まで使われなかった。オープニングタイトルも北日本放送サイドで差し替えていた。 |
| 石川県        | テレビ金沢（KTK）                                        | 日本テレビ系列                               | 1990年4月1日開局から |
| 福井県        | 福井放送（FBC）                                          | 日本テレビ系列 テレビ朝日系列                | 1960年6月1日テレビ放送開始から 1989年3月31日まではNNN・NNS単独加盟局だった。 |
| 中京広域圏    | 名古屋テレビ（NBN）                                      | テレビ朝日系列                               | 1962年4月1日開局から1973年3月31日まで 中京テレビとのダブルクロスネット時代も放送。 |
| 中京広域圏    | 中京テレビ（CTV）                                        | 日本テレビ系列                               | 1973年4月1日から |
| 近畿広域圏    | 読売テレビ（YTV）                                        | 日本テレビ系列                               | 1958年8月28日開局から |
| 鳥取県 島根県 | 日本海テレビ（NKT）                                      | 日本テレビ系列                               | 鳥取県：1959年3月3日開局から 島根県：1972年9月22日から |
| 広島県        | 広島テレビ放送（HTV）                                    | 日本テレビ系列                               | 1962年9月1日開局から 1975年9月30日までフジテレビ系列とのクロスネット局だった。 |
| 山口県        | 山口放送（KRY）                                          | 日本テレビ系列                               | 1959年4月1日テレビ放送開始から 開局当初は関門（下関）放送局とテレビ西日本とのサービスエリア重複を考慮して 徳山放送局（現・周南放送局）・山口放送局・萩放送局・岩国放送局向けのみの放送だった。 1964年10月1日より関門放送局でも放映開始。 1978年10月1日から1993年9月30日まではテレビ朝日系列とのクロスネット局だった。 |
| 徳島県        | 四国放送（JRT）                                          | 日本テレビ系列                               | 1959年4月1日テレビ放送開始から 1989年頃の土曜日版は、『ナショナル劇場』（TBS）を遅れネットしていたため翌日未明の0時からの30分遅れネットだった。 |
| 香川県 岡山県 | 西日本放送（RNC）                                        | 日本テレビ系列                               | 香川県：1958年7月1日テレビ放送開始から 岡山県：1979年4月1日から 取材は当初から両県を担当していた。 |
| 高知県        | 高知放送（RKC）                                          | 日本テレビ系列                               | 1959年4月1日テレビ放送開始から |
| 愛媛県        | 南海放送（RNB）                                          | 日本テレビ系列                               | 1958年12月1日テレビ放送開始から |
| 福岡県        | テレビ西日本（TNC）                                      | フジテレビ系列                               | 1958年8月28日開局から1964年9月30日まで ネットチェンジ（日本テレビ系列→フジテレビ系列）により打ち切り。 福岡県では福岡放送が開局するまで4年半のネット空白地域だった。 （この間は日本テレビが福岡に九州分室を設置して取材していた）                                                                                     |
| 福岡県        | 福岡放送（FBS）                                          | 日本テレビ系列                               | 1969年4月1日開局から 1990年10月1日から1991年3月31日まで、長崎地区のNNN加盟局不在時代は長崎の取材も担当。 |
| 長崎県        | テレビ長崎（KTN）                                        | フジテレビ系列                               | 1969年4月1日開局から1990年9月30日まで 長崎国際テレビが開局するまで半年間ネット空白。 FNN・NNNクロスネット時代はNNS非加盟だった。 |
| 長崎県        | 長崎国際テレビ（NIB）                                    | 日本テレビ系列                               | 1991年4月1日開局から |
| 熊本県        | テレビ熊本（TKU）                                        | フジテレビ系列                               | 1969年4月1日開局から1982年3月31日まで FNN・NNN・ANNトリプルネット時代はNNS非加盟だった。 |
| 熊本県        | くまもと県民テレビ（KKT）                                | 日本テレビ系列                               | 1982年4月1日開局から |
| 大分県        | テレビ大分（TOS）                                        | 日本テレビ系列 フジテレビ系列                | 1970年4月1日開局から 1993年9月30日まではテレビ朝日系列とのトリプルネット局だった。 |
| 宮崎県        | テレビ宮崎（UMK）                                        | フジテレビ系列 日本テレビ系列 テレビ朝日系列 | 1970年4月1日開局から 放送終了時点では、ネット局としては唯一のNNS非加盟局だった。 |
| 鹿児島県      | 鹿児島テレビ（KTS）                                      | フジテレビ系列                               | 1969年4月1日開局から1994年3月31日まで |
| 鹿児島県      | 鹿児島読売テレビ（KYT）                                  | 日本テレビ系列                               | 1994年4月1日開局から |

- 1996年から2000年9月末まではCS★日テレでもサイマル放送されていた。
- 福島テレビは1966年4月から1971年5月までNNNに加盟していたものの、当番組はネットしていなかった（当番組の時間帯には、自主制作の『FTVニュース』（県内ニュース番組）を放送していた。[注 13]）。
- クロスネット局のテレビ大分とテレビ宮崎では、フジテレビ系列（FNN/FNS）のネット受け該当日（テレビ大分は火曜日、木曜日、金曜日、テレビ宮崎は火曜日 - 木曜日、土曜日（一部除く））に日本テレビが野球中継を放送して延長オプションが行使された場合、時間調整のフィラーとして『巨人戦ハイライト』が放送された。フジテレビの野球中継が放映され、延長が行使された場合はそれぞれの局で日本テレビ配給のネットワーク受けの素材を録画して放送した（『スポんちゅ（大スポんちゅ含む）』、『スポーツうるぐす』も基本的には同じ）。
- 昭和天皇崩御時には関東の独立局でもNNSオブザーバーとして放送された。